# Великодворье (Московская область)
Великодво́рье — деревня в Шатурском муниципальном районе Московской области, в составе сельского поселения Пышлицкое. Расположена в юго-восточной части Московской области на месте впадения реки Ялмы в реку Пру. Население — 32 чел. (2013). Деревня известна с 1617 года. Входит в культурно-историческую местность Ялмать.

## Название
В писцовой книге Владимирского уезда 1637—1648 гг. упоминается как Великий двор, в более поздних письменных источниках — Великодворье.
Существует несколько версий происхождения названия деревни. Название может происходить от термина Великий Двор — «усадьба или двор феодала, центр вотчинного землевладения». По другой версии деревня получила название по количеству дворов в ней — она была значительно больше по сравнению с ближайшими поселениями.

## Физико-географическая характеристика
Деревня расположена в пределах Мещёрской низменности, относящейся к Восточно-Европейской равнине, на высоте 117 м над уровнем моря. Рельеф местности равнинный. Со всех сторон деревня окружена лесами, некоторые из них имеют собственное название — Кривель, Троица, Ярмола. В 0,5 км к югу от деревни протекает река Ялма, впадающая в реку Пру рядом с деревней. В 0,5 км к востоку от деревни расположено озеро Валдеево. По левому берегу реки Ялмы близ её устья находятся Великодворские ключи, в которых обитает редкий вид насекомых — Синурелла мещёрская (Synurella meschtscherica), занесенная в Красную книгу Московской области.
Деревня состоит из нескольких улиц, две из которых имеют название — улица Роз и Центральная.
По автомобильной дороге расстояние до МКАД составляет около 160 км, до районного центра, города Шатуры, — 59 км, до ближайшего города Спас-Клепики Рязанской области — 24 км, до границы с Рязанской областью — 8 км. Ближайший населённый пункт — посёлок Фрол, расположенный в 1,5 км к западу от деревни.
Деревня находится в зоне умеренно континентального климата с относительно холодной зимой и умеренно тёплым, а иногда и жарким, летом. В окрестностях деревни распространены торфянисто- и торфяно-подзолистые почвы с преобладанием суглинков и глин.
В деревне, как и на всей территории Московской области, действует московское время.

## История

### С XVII века до 1861 года
В XVII веке деревня Великодворье входила в Тереховскую кромину волости Муромское сельцо Владимирского уезда Замосковного края Московского царства. Первым известным владельцем деревни был Богдан Петрович Тушин, представитель дворянского рода Тушиных. Первоначально деревня была дана ему в качестве поместья, но позднее за службу при осаде Москвы в 1618 году пожалована в вотчину. В писцовой книге Владимирского уезда 1637—1648 гг. Великодворье описывается как деревня с восемью дворами, при деревне имелись пахотные земли среднего качества и сенокосные угодья по речке Пошице:

…деревня Великий Двор. А в ней крестьян двор Андрюшка Леонтьев да брат его Захарко, у Андрюшки дети Микифорко да Павличко, да племянник их Куземка Зиновьев. Двор Васка Иевлев сын Богданов да брат его Бориско Харитонов да племянники их: Бориска да Олешка Федоровы. Двор Филка, прозвище Богдашко, Карпов да брат его Павличко, да племянник их Ондрюшка Павлов, да Ивашко Артемов. Да бобылей двор Ивашко Родионов да брат его Климко да племянники их: Васка да Терешка Васильевы дети Щербакова. Двор Микитка Трофимов да дети его Тихонка да Степанка. Двор Сенка Иванов сын Глухого да братья его Олешка да Каличка. Двор пуст бобыля Ивашка Нефедьева сына Докукина, бежали безвестно во 146 году. Двор пуст бобыля Сенки Григорьев, умер. Пашни паханые, середние земли пятьдесят четвертей в поле, а в дву по тому ж; сена по речке по Пошице двести копен
После смерти Богдана Тушина его поместья и вотчины унаследовал его сын стольник Андрей, бывший воеводой в Костроме в 1676—1678 гг.
В результате губернской реформы 1708 года деревня оказалась в составе Московской губернии. После образования в 1719 году провинций деревня вошла во Владимирскую провинцию, а с 1727 года — во вновь восстановленный Владимирский уезд.
В 1778 году образовано Рязанское наместничество (с 1796 года — губерния). Впоследствии вплоть до начала XX века Великодворье входило в Егорьевский уезд Рязанской губернии.
В Экономических примечаниях к планам Генерального межевания, работа над которыми проводилась в 1771—1781 гг., деревня описана следующим образом:

Деревня Великодворье и Дерскова Николая Андреевича сына Щербинина (42 двора, 173 мужчины, 170 женщин). Великодворье на суходоле, а Дерскова по обе стороны большой дороги, лежащей из города Егорьевска в город Касимов. Земля иловатая, хлеб и покосы средственны, лес дровяной, крестьяне на оброке
Деревня принадлежала представителям дворянского рода Щербининых вплоть до отмены крепостного права. В последней четверти XVIII — начале XIX вв. деревней владел коллежский советник Николай Андреевич Щербинин (упоминается в 1797 и 1806 гг.). В 1812 году деревня принадлежала Александру Николаевичу Щербинину.
В Отечественной войне 1812 года погибли два жителя деревни — ополченцы Никитин Фёдор, 36 лет и Андреев Аким, 22 лет.
По данным X ревизии 1858 года, деревня принадлежала статской советнице Софье Сергеевне Олив. Софья Сергеевна, урожденная Щербинина, вышла замуж за Вильгельма Николаевича Олив в 1825 году. По сведениям 1859 года Великодворье — владельческая деревня 2-го стана Егорьевского уезда по правую сторону Касимовского тракта, при реке Зелени. На момент отмены крепостного права владелицей деревни была помещица Олив.

### 1861—1917
После реформы 1861 года из крестьян деревни было образовано одно сельское общество, которое вошло в состав Дерсковой волости.
В 1885 году был собран статистический материал об экономическом положении селений и общин Егорьевского уезда. В деревне было общинное землевладение. Земля была поделена по ревизским душам. Переделы мирской земли (пашни и луга) происходили по мере надобности. В общине был как дровяной, так и строевой лес. Надельная земля находилась в одной меже и имела продолговатую и немного вытянутую фигуру. Сама деревня находилась в середине надельной земли. Дальние полосы отстояли от деревни на три четверти версты. Пашня была разделена на 60 участков. Длина душевых полос от 10 до 40 сажень, а ширина от 1 до 2 сажень. Кроме надельной земли, у крестьян имелась также купчая земля, состоявшая из леса дровяного и отчасти строевого и покосов. Владельцы купчей земли могли продавать её, не испрашивая согласия общества, но только крестьянам из своей общины.
Почвы были песчаные. Пашни — бугроватые, частью низменные. Покосы по рекам и болотам. Прогоны были удобные. В деревне был небольшой пруд и 60 рытых колодцев с хорошей водой. Своего хлеба не хватало, поэтому его покупали в селе Спас-Клепиках. Сажали рожь, овёс, гречиху и картофель. У крестьян было 74 лошади, 160 коров, 524 овцы, 120 свиней, а также 5 плодовых деревьев и 5 колодок пчёл. Избы строили деревянные, крыли деревом и железом, топили по-белому.
Деревня входила в приход села Фрол (Радушкино). Ближайшая школа находилась при Дерсковском волостном правлении. В самой деревне имелось 2 маслобойни, 2 рушилки, красильня, мельница и питейный дом, открытый на общественной земле, за что община получала 250 рублей в год дохода. Главным местным промыслом было вязание сетей для рыбной ловли, которым занимались исключительно женщины. Отхожими промыслами занимались 128 мужчин, все печники. На заработки уходили в основном в Москву, а также в Зуево (ныне часть города Орехово-Зуево), Загарьи, Подольск и т. п. Некоторые крестьяне занимались рыбной ловлей, а один скупал живую рыбу и поставлял её в Москву.
По данным 1905 года в деревне было две маслобойни, лавка, крупорушка, земская школа и кузница. Ближайшее почтовое отделение и земская лечебница находились в селе Дмитровский Погост.

### 1917—1991
В 1919 году деревня Великодворье в составе Дерсковской волости была передана из Егорьевского уезда во вновь образованный Спас-Клепиковский район Рязанской губернии. В 1921 году Спас-Клепиковский район был преобразован в Спас-Клепиковский уезд, который в 1924 году был упразднён. После упразднения Спас-Клепиковского уезда деревня передана в Рязанский уезд Рязанской губернии. В 1925 году произошло укрупнение волостей, в результате которого деревня оказалась в укрупнённой Архангельской волости. В ходе реформы административно-территориального деления СССР в 1929 году деревня вошла в состав Дмитровского района Орехово-Зуевского округа Московской области. В 1930 году округа были упразднены, а Дмитровский район переименован в Коробовский.
В 1930 году деревня Великодворье входила в Великодворский сельсовет Коробовского района Московской области.
В 1931 году в деревне был организован колхоз им. 13 годовщины Октября. Известные председатели колхоза: Солнцев Александр Иванович (1931 год), Куликов Сергей Артемьевич (1933—1934 гг.), Афонин (июль 1934—1935 гг.), Жильцов (с октября 1935 года), Москалёв (с января 1936 года), Демидов Дмитрий Трофимович (1938—1940 гг.), Гаврикова Т. (1942—1946 гг.), Васильев (1946 год), Солнцев А. И. (1948, 1950 гг.).
В 1930—1960-х гг. дети из Великодворья посещали начальную школу, расположенную в самой деревне. Великодворская школа закрылась в 1969 году.
В конце 1930-х годов жертвами политических репрессий стали двое жителей деревни: Акулов Матвей Степанович и Ермаков Петр Михайлович.
В 1939 году Великодворский сельсовет был упразднён, деревня Великодворье передана Дерзсковскому сельсовету.
Во время Великой Отечественной войны в армию были призваны 78 жителей деревни. Из них 20 человек погибли, 25 пропали без вести. Четверо уроженцев деревни были награждены боевыми орденами и медалями:
- Гавриков Александр Александрович (1922 г.р.) — призван в 1941 году, служил в звании рядового военной части № 11060 эвакогоспиталя № 3321, демобилизован в 1943 году по болезни, был награждён орденом Отечественной войны II степени и медалью «За победу над Германией»;
- Гавриков Михаил Дмитриевич (1903 г.р.) — призван в 1941 году, служил в звании рядового 8 гвардейской стрелковой дивизии имени И. В. Панфилова, демобилизован в 1945 году, был награждён медалями «За победу над Германией» и «За победу над Японией»;
- Корякин Дмитрий Петрович (1923 г.р.) — призван в 1941 году, демобилизован в 1947 году в звании младшего сержанта, был награждён орденом Красной Звезды, медалями «За победу над Германией» и «За отвагу»;
- Сивов Алексей Николаевич (1923 г.р.) — участник встречи на Эльбе, демобилизован в 1947 году в звании гвардии сержанта, был награждён орденом Славы III степени, двумя медалями «За отвагу» и медалью «За победу над Германией»[32].

В 1951 году было произведено укрупнение колхозов, в результате которого деревня Великодворье вошла в колхоз «Новая жизнь», впоследствии в ходе второго укрупнения в 1958 году деревня вошла в колхоз им. Кирова.
14 июня 1954 года деревня вошла в состав Беловского сельсовета, но уже 22 июня была передана в Дубасовский сельсовет. В 1959 году деревня была передана из упразднённого Дубасовского в Пышлицкий сельсовет.
3 июня 1959 года Коробовский район был упразднён, Пышлицкий сельсовет передан Шатурскому району.
В 1960 году был создан совхоз «Пышлицкий», в который вошли все соседние деревни, в том числе Великодворье.
С конца 1962 года по начало 1965 года Великодворье входило в Егорьевский укрупнённый сельский район, созданный в ходе неудавшейся реформы административно-территориального деления, после чего деревня в составе Пышлицкого сельсовета вновь передана в Шатурский район.

### С 1991 года
В феврале 1992 года из Пышлицкого сельсовета выделен Белоозёрский сельсовет, в состав которого вошло Великодворье. В 1994 году в соответствии с новым положением о местном самоуправлении в Московской области Белоозёрский сельсовет был преобразован в Белоозёрский сельский округ. В 2004 году Белоозёрский сельский округ был упразднён, а его территория включена в Пышлицкий сельский округ. В 2005 году образовано Пышлицкое сельское поселение, в которое вошла деревня Великодворье.

## Население
| 1812 | 1858 | 1859 | 1868 | 1885 | 1905 | 1970 |
| ---- | ---- | ---- | ---- | ---- | ---- | ---- |
| 326  | ↗380 | ↗393 | ↘381 | ↗552 | ↗783 | ↘142 |
| 1993 | 2002 | 2006 | 2010 | 2011 | 2013 |      |
| ↘53  | ↘43  | ↘36  | ↘34  | ↗35  | ↘32  |      |

Первые сведения о жителях деревни встречаются в писцовой книге Владимирского уезда 1637—1648 гг., в которой учитывалось только податное мужское население (крестьяне и бобыли). В деревне Великий Двор было восемь дворов, в которых проживало 23 мужчины.
В переписях за 1790, 1812, 1858 (X ревизия), 1859 и 1868 годы учитывались только крестьяне. Число дворов и жителей: в 1790 году — 42 двора, 173 муж., 170 жен.; в 1812—326 чел.; в 1850 году — 40 дворов; в 1858 году — 188 муж., 192 жен.; в 1859 году — 55 дворов, 190 муж., 203 жен.; в 1868 году — 67 дворов, 191 муж., 215 жен.
В 1885 году был сделан более широкий статистический обзор. В деревне проживало 552 крестьянина (96 дворов, 277 муж., 275 жен.), из 90 домохозяев двое не имели своего двора, а у восьми было две и более избы. На 1885 год грамотность среди крестьян деревни составляла 11 % (63 человека из 552), также 18 мальчиков посещали школу.
В 1905 году в деревне проживало 783 человека (125 дворов, 383 муж., 400 жен.). Со второй половины XX века численность жителей деревни постепенно уменьшалась: в 1970 году — 70 дворов, 142 чел.; в 1993 году — 50 дворов, 53 чел.; в 2002 году — 43 чел. (15 муж., 28 жен.).
По результатам переписи населения 2010 года в деревне проживало 34 человека (17 муж., 17 жен.), из которых трудоспособного возраста — 17 человек, старше трудоспособного — 17 человек. Жители деревни по национальности в основном русские (по переписи 2002 года — 93 %).
Деревня входила в область распространения Лекинского говора, описанного академиком А. А. Шахматовым в 1914 году.

## Социальная инфраструктура
Ближайшие предприятия торговли расположены в посёлке санатория «Озеро Белое». Там же находятся обслуживающие жителей деревни дом культуры, библиотека и отделение «Сбербанка России». Медицинское обслуживание жителей деревни обеспечивают Белоозёрская амбулатория, Коробовская участковая больница и Шатурская центральная районная больница. Ближайшее отделение скорой медицинской помощи расположено в Дмитровском Погосте. Великодворье закреплено за Пышлицкой средней общеобразовательной школой, однако детей школьного возраста в деревне нет.
Пожарную безопасность в деревне обеспечивают пожарные части № 275 (пожарный пост в деревне Евлево) и № 295 (пожарные посты в посёлке санатория «Озеро Белое» и селе Пышлицы).
Деревня электрифицирована. Центральное водоснабжение отсутствует, потребность в пресной воде обеспечивается общественными и частными колодцами.
Для захоронения умерших жители деревни, как правило, используют кладбище, расположенное около посёлка Фрол. До середины XX века рядом с кладбищем находилась Покровская церковь, в состав прихода которой входила деревня Артёмово.

## Транспорт и связь
В 1,5 км к северу от деревни проходит автомобильная дорога регионального значения Р105 (Егорьевское шоссе), на которой имеется остановочный пункт маршрутных автобусов «Великодворье». Деревня связана автобусным сообщением с районным центром — городом Шатурой и станцией Кривандино (маршруты № 130 и № 579), селом Дмитровский Погост и деревней Гришакино (маршрут № 40), а также с городом Москвой (маршрут № 328). Кроме того, по Егорьевскому шоссе проходят несколько маршрутов до города Москвы. Ближайшая железнодорожная станция Кривандино Казанского направления находится в 49 км по автомобильной дороге.
В деревне доступна сотовая связь (2G и 3G), обеспечиваемая операторами «Билайн», «МегаФон» и «МТС». Ближайшее отделение почтовой связи, обслуживающее жителей деревни, находится в посёлке санатория «Озеро Белое».
- Дорожный указатель на деревню
- Вид на деревню с дороги
- Въезд в деревню

## Памятники археологии
В конце 1960-х гг. В. В. Сидоров производил археологические раскопки в окрестностях деревни. В результате были обнаружены памятники археологии эпохи неолита и бронзы — Поселение 1 (Пошица) и Поселение 2 (Ивановская Горка). В поселении Пошица найдена керамика, относящаяся к льяловской и волосовской культуре, в поселении Ивановская Горка — к льяловской и фатьяновской культуре.
Впоследствии памятники археологии были поставлены под государственную охрану:
- Стоянка «Ивановская Горка» — объект культурного наследия федерального значения, датированный V—IV тыс. до н. э. Стоянка расположена к востоку от деревни[70][71].
- Стоянка «Великодворье 1» — выявленный объект культурного наследия, датированный кон. 4 — нач. 2 тыс. до н. э. Стоянка расположена в 0,8 км к юго-востоку от деревни, на правом берегу р. Пры перед впадением в неё р. Ялмы[72].
- Стоянка «Великодворье 4» — выявленный объект культурного наследия, датированный 7-6 тыс. до н. э. Стоянка расположена в 0,8 км к юго-востоку от южной окраины деревни Великодворье на правом берегу р. Пры (приток р. Ока)[73].
- Стоянка «Великодворье 5» — выявленный объект культурного наследия, датированный 7-6 тыс. до н. э. Стоянка расположена в 0,5 км к востоку-юго-востоку от южной окраины деревни Великодворье на правом берегу р. Пры (приток р. Ока)[73].
- Стоянка «Великодворье 6» — выявленный объект культурного наследия, датированный 17-6 тыс. до н. э. Стоянка расположена в 0,65 км к юго-востоку от южной окраины деревни, на правом берегу р. Пры (левый приток р. Ока)[74][75].